# La Santísima Trinidad de Paraná

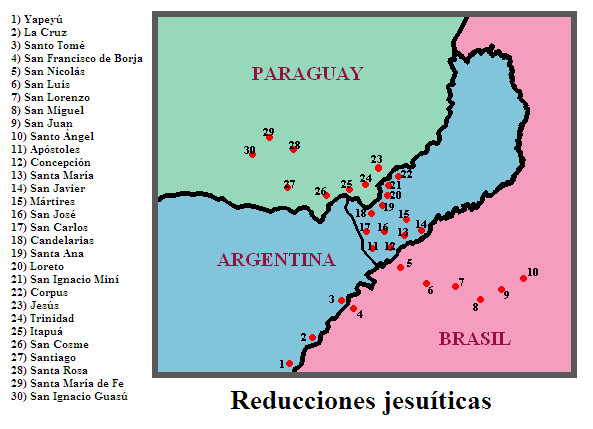
La Santísima Trinidad de Paraná, aangeduid kortweg als Trinidad (24) als een van de reducties van de Jezuïeten

La Santísima Trinidad de Paraná is een voormalige reductie van de Jezuïeten uit 1706 gelegen in het uiterste zuiden van Paraguay. La Santísima Trinidad de Paraná was een van de laatste reducties die door de orde in dit gebied van Zuid-Paraguay en Noord-Argentinië werden opgericht. De missie werd verlaten toen de Jezuïeten in 1768 als een van de gevolgen van het verdrag van Madrid uit 1750 uit de Spaanse kolonies werden verdreven.
In 1993 tijdens de 17e sessie van de Commissie voor het Werelderfgoed werd de missie samen met de missie van Jesús de Tavarangue als eerste en tot heden enige werelderfgoedsite van Paraguay toegevoegd aan de werelderfgoedlijst van UNESCO.